# Fàbrica de xarxes de Pere Alier
La fàbrica de xarxes de Pere Alier era una casa-fàbrica de planta baixa i un pis, situada entre els carrers de Quevedo i de Bailén (antigament Torrent del Pecat) de Gràcia. Actualment desapareguda, en el seu emplaçament hi ha l'Escola l'Univers i el passatge d'Isabel Vicente.

## Història
El 1853, Pere Alier i Vidal (1833-1911) va obrir una botiga al carrer de l’Argenteria, 69, on venia lones, xarxes de pescar, fils i efectes navals, compartint les instal·lacions amb el mercader de teixits Joan Ribalaigua i Fort. A la mateixa època, el seu cunyat Josep Borrull i Gibert (casat amb la seva germana Rosa) va fundar una botiga tèxtil al carrer de l'Argenteria, 68.

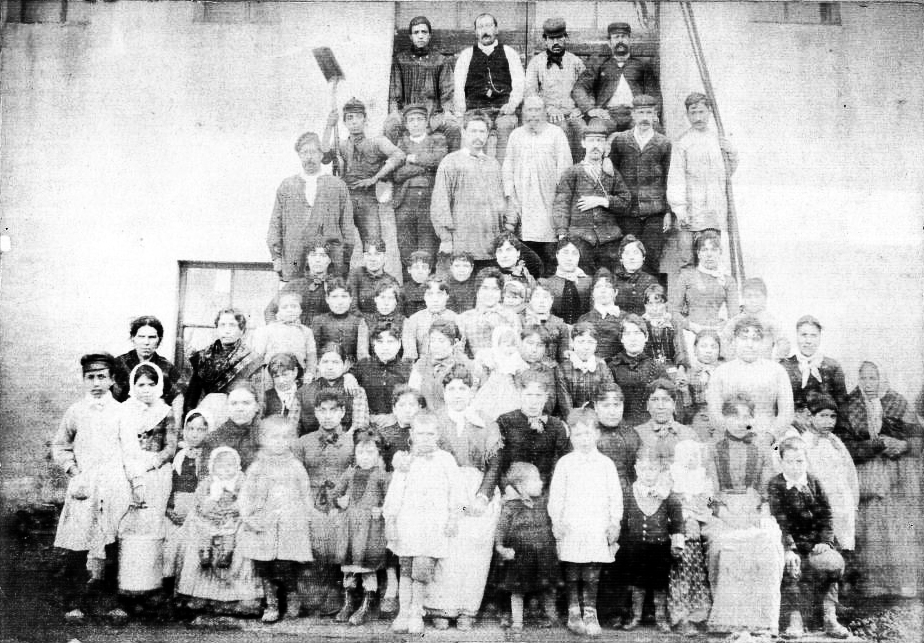
Personal de la fàbrica (1889)

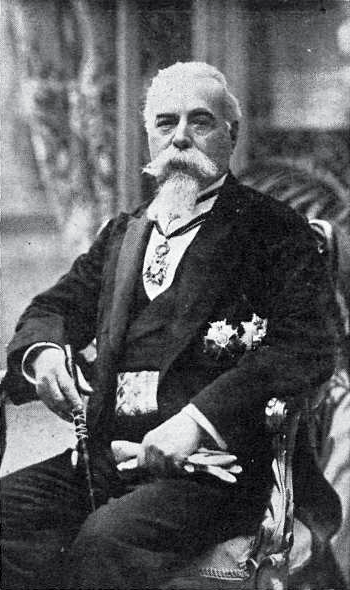
Pere Alier i Vidal vestit de gala

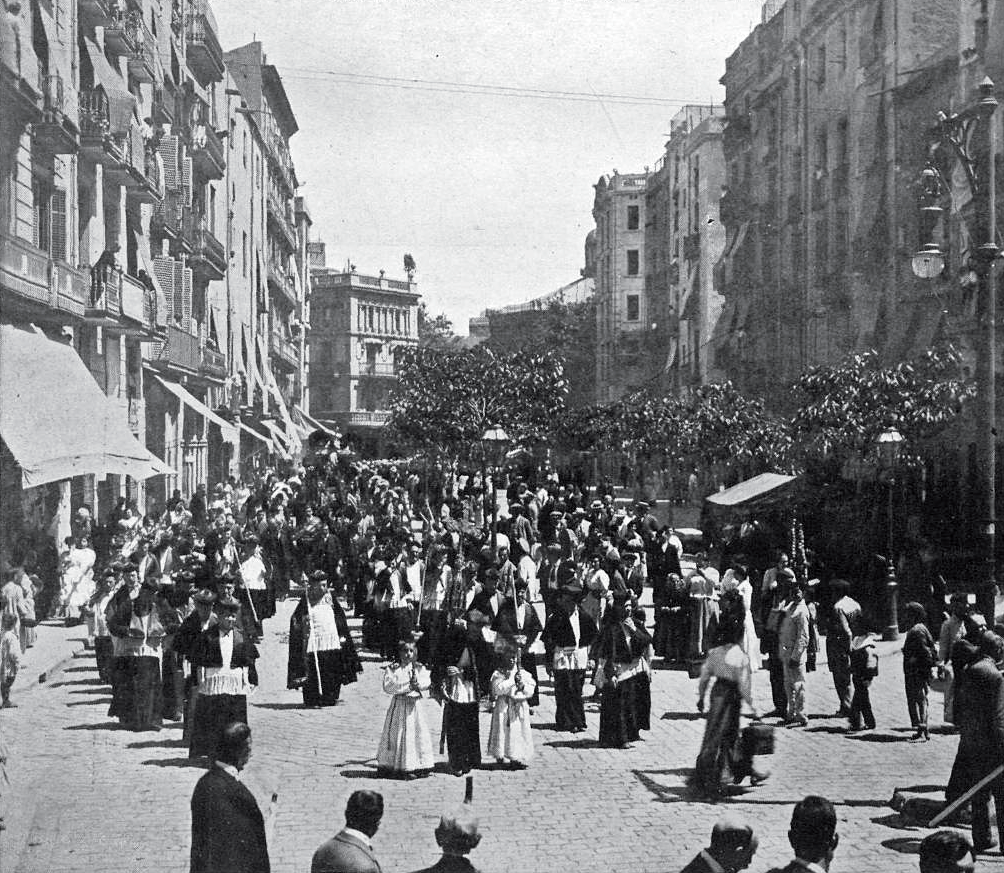
Enterrament de Pere Alier i Vidal al passeig del Born (1911)

Uns anys després, es va constituir la societat Alier, Borrull i Cia, dedicada a la fabricació de trenyelles de lli i cànem per a xarxes. La fàbrica es va instal·lar a Sant Martí de Provençals, i el despatx i el magatzem a la plaça de Montcada, 8, de Barcelona. Alier aportà a la societat 24 telers, 3 màquines de tòrcer amb 600 pues i un teler per a fer xarxes. L'empresa va guanyar una medalla de primera classe a l'Exposició Catalana del 1871 i es va dissoldre l'any següent. Aleshores, Borrull es va quedar amb el despatx i la fàbrica, i Alier va haver de buscar un nou emplaçament per a la fàbrica a Gràcia, i va establir el seu despatx i magatzem als carrers de Bonaire, 7 i l'Esparteria, 14. El 1876 va presentar una sol·licitud a l'Ajuntament de la vila per a legalitzar les seves instal·lacions del carrer de Quevedo, amb plànols signats per l'enginyer Conrad Luitar i Orfila.
Amb el temps, Alier va obrir una segona fàbrica al costat de la primera, però a l'altra banda del carrer, així com un nou despatx al carrer del Comerç, i el 1886, adquirí una fàbrica de paper a Rosselló (Segrià).
Alier va ser tinent d’alcalde de l'Ajuntament de Barcelona pel Partit Conservador, i també fou vicepresident de l'Associació de Socors i Protecció de la Classe Obrera i Jornalera i rebé nombroses condecoracions. Ja vell, traspassà els negocis al seu fill Pere Alier i Amar i morí el 1911. Aleshores, la fàbrica fou ocupada per altres indústries: la de fumisteria i maquinària Tallers Weil, i la de jocs d'esport i saló dels germans Josep i Isidre Palouzie, succeïda per Francesc Ramon i Cia.
Cap a finals de la dècada del 1920 s'hi instal·laren els Laboratoris Viñas, fundats pel farmacèutic i enginyer Pere Viñas i Dordal (1878-1848), i traslladats el 1951 a la seva ubicació actual al carrer del Torrent d'en Vidalet, 29. A partir d'aquesta data hi hagué la impremta Especialidades Gráficas SA.
El Pla Especial de millora, protecció i reforma
interior (PEMPRI) de la Vila de Gràcia (1986), destinava els terrenys de la fàbrica i dues finques veïnes a equipaments comunitaris de nova creació, i també preveia la continuació del carrer de Ramis fins al de Bailén a través d'un passatge. El 2009, l'Ajuntament de Barcelona va adquirir les finques afectades i l'any següent va procedir-ne a l'enderroc.